# Individual Challenge Cup 2010
Individual Challenge Cup 2010 (ICC 2010) byl IV. ročník mezinárodní soutěže jednotlivců ve field trialu retrieverů, který se konal 19. a 20. listopadu 2010 v Německu poblíž zámků Kalbeck a Moyland.
Rozhodnulo o tom zasedání FCI komise pro retrievery v roce 2009 v dánském městě Faaborg. Pořadatelem soutěže byl pověřen Deutscher Retriever Club (DRC).
Maximální počet startujících byl stanoven 24 psů na jedno semifinále. Každá členská země mohla vyslat 4 psy. Nakonec se soutěže zúčastnilo 39 psů ze 13 zemí. Vítězem se stal Dirk Volders z Belgie s fenou Enjoy des Quatre Cyprès před Laurencem Maudetem z Francie s fenou Birdsgreen Simply Granite.

## Rozhodčí
DRC nominoval osm rozhodčích a čtyři stevardy.
| Rozhodčí | Stevardi                                                        |
| --- | --------------------------------------------------------------- |
| \| - Robin Wise - Mike Knox - Gwen Knox - Fons Exelmans \| - Bob Stobbart - Rony Michiels - Jörg Mente‡ - Anja Möller‡ \| | - Charlotte Kiepker - Ellen Küssner - Birgit Rabe - Gereon Ting |
| - Robin Wise - Mike Knox - Gwen Knox - Fons Exelmans                                                                      | - Bob Stobbart - Rony Michiels - Jörg Mente‡ - Anja Möller‡     |

‡ Vrchní rozhodčí

## Výsledky
První den proběhly souběžně obě dvě semifinále, ze kterých se kvalifikovali psi do finále. První semifinále proběhlo poblíž zámku Kalbeck, kde rozhodčími byli Fons Exelmans, Gwen Knox, Jörg Mente a Bob Stobbart.
Druhé semifinále proběhlo poblíž zámku Moyland, kde rozhodčími byli Mike Knox, Rony Michiels, Anja Möller a Robin Wise.
Finále se uskutečnilo poblíž zámku Moyland, kde rozhodčími byli Fons Exelmans, Anja Möller, Bob Stobbart a Robin Wise.

### 1. semifinále
| Poz. | St.č. | Vůdce               | Pes                               | Plemeno | Hodnocení | Tituly     |
| ---- | ----- | ------------------- | --------------------------------- | ------- | --------- | ---------- |
| 1    | 21    | Csaba Karai         | Blackthorn Achenar                | LR      | Výborný 1 | CACIT      |
| 2    | 27    | Kurt Becksteiner    | Doubleuse Helagsmountain          | GR      | Výborný 2 | Res. CACIT |
| 3    | 29    | Filip Bollen        | Starcreek Gust                    | LR      | Výborný 3 |            |
|      | 24    | Jan Lorenzen        | Trompeterbakkens Dina             | LR      | Výborný   |            |
|      | 31    | Christiane Stricker | Clark von der Steinmauer          | LR      | Dobrý     |            |
|      | 36    | Herman Jeske        | Searover Tings Dalziel            | LR      | Dobrý     |            |
|      | 20    | Franck Munini       | Craggamore Bruyere Breeze         | LR      | n.c.      |            |
|      | 23    | Béatrice Loetscher  | Glenoak Swift                     | LR      | n.c.      |            |
|      | 25    | Stefanie Gföhler    | Ragweed's Zolo                    | LR      | n.c.      |            |
|      | 28    | Dick Heijman        | Cherwood Red Matuka               | LR      | n.c.      |            |
|      | 33    | Verena Ommerli      | Dunlin von der Atterseewelle      | LR      | n.c.      |            |
|      | 34    | Marianne Ankjær     | Trompeterbakkens Elvira           | LR      | n.c.      |            |
|      | 38    | Andrea Oellers      | Ginger vom Keien Fenn             | LR      | n.c.      |            |
|      | 39    | Keld Jørgensen      | Lochiness Green Chive             | LR      | n.c.      |            |
|      | 22    | Oeyvind Veel        | Soft rush acting Irma             | LR      | el.       |            |
|      | 26    | Francesco Massetani | Waterfriend Slik                  | LR      | el.       |            |
|      | 30    | Danny Fraser        | Sortebjerg's Coalbrook            | LR      | el.       |            |
|      | 32    | Hinrich Lorenzen    | Mavisflight Flow-of-Spirits       | FCR     | el.       |            |
|      | 35    | Frank Skjerping     | Jacklaine's Aida                  | GR      | el.       |            |
|      | 37    | Angela Seger        | Golden Shenandoah Fitzgerald Ella | GR      | el.       |            |

       postupující do finále.
n.c. - neklasifikován (anglicky not classified)
el. - vyloučen (anglicky eliminated)

### 2. semifinále
| Poz. | St.č. | Vůdce                   | Pes                            | Plemeno | Hodnocení   | Tituly     |
| ---- | ----- | ----------------------- | ------------------------------ | ------- | ----------- | ---------- |
| 1    | 1     | Rinus Heijmans          | Fellow of the Charmed Angel    | LR      | Výborný 1   | CACIT      |
| 2    | 13    | Dirk Volders            | Enjoy des Quatre Cyprès        | LR      | Výborný 2   | Res. CACIT |
| 3    | 19    | Heli Siitari            | Polarfischer Brando            | LR      | Výborný 3   |            |
|      | 2     | Tomi Sarkkinen          | Blackthorn Bion                | LR      | Výborný     |            |
|      | 9     | Manuel Alonso Fauro     | Braveur Caid                   | LR      | Výborný     |            |
|      | 18    | Janne Lähteenaro        | Eagle Owl's Fobos              | LR      | Výborný     |            |
|      | 6     | Ton Buijs               | Starcreek Drummer              | LR      | Výborný     |            |
|      | 15    | Lydia Goossens          | Rocketstar Geoffrey            | LR      | Výborný     |            |
|      | 17    | Laurence Maudet         | Birdsgreen Simply Granite      | GR      | Výborný     |            |
|      | 10    | Bjarne Holm             | Duckstream Craganmore          | FCR     | Velmi dobrý |            |
|      | 12    | Francesco Gislon        | Gillygaben Dan                 | LR      | Velmi dobrý |            |
|      | 5     | José Ignacio Ariza Dóiz | D'Fiona du bois des Chassagnes | LR      | n.c.        |            |
|      | 7     | Paolo Guardamagna       | Eldorado                       | LR      | n.c.        |            |
|      | 11    | Stefaan Bollen          | Starcreek Efinegan             | LR      | n.c.        |            |
|      | 16    | Martin Incédi           | Blackthorn Biham               | LR      | n.c.        |            |
|      | 3     | Pierre-Yves Lötscher    | Funnyline Shooting Field Pride | GR      | el.         |            |
|      | 4     | Bruno Julien            | Carolhill Quistador            | LR      | el.         |            |
|      | 8     | Anne Besnard            | Basic des Hauts de Campardon   | LR      | el.         |            |
|      | 14    | Esa Valkonen            | Polarfischer Bismarck          | LR      | el.         |            |

       postupující do finále.
n.c. - neklasifikován (anglicky not classified)
el. - vyloučen (anglicky eliminated)

### Finále
| Poz. | St.č. | Vůdce               | Pes                         | Plemeno | Hodnocení   | Tituly     |
| ---- | ----- | ------------------- | --------------------------- | ------- | ----------- | ---------- |
| 1    | 13    | Dirk Volders        | Enjoy des Quatre Cyprès     | LR      | Výborný 1   | CACIT      |
| 2    | 17    | Laurence Maudet     | Birdsgreen Simply Granite   | GR      | Výborný 2   | Res. CACIT |
| 3    | 21    | Csaba Karai         | Blackthorn Achenar          | LR      | Výborný 3   |            |
|      | 29    | Filip Bollen        | Starcreek Gust              | LR      | Velmi dobrý |            |
|      | 1     | Rinus Heijmans      | Fellow of the Charmed Angel | LR      | Velmi dobrý |            |
|      | 9     | Manuel Alonso Fauro | Braveur Caid                | LR      | Velmi dobrý |            |
|      | 15    | Lydia Goossens      | Rocketstar Geoffrey         | LR      | Velmi dobrý |            |
|      | 24    | Jan Lorenzen        | Trompeterbakkens Dina       | LR      | Dobrý       |            |
|      | 27    | Kurt Becksteiner    | Doubleuse Helagsmountain    | GR      | Dobrý       |            |
|      | 18    | Janne Lähteenaro    | Eagle Owl's Fobos           | LR      | n.c.        |            |
|      | 19    | Heli Siitari        | Polarfischer Brando         | LR      | n.c.        |            |
|      | 2     | Tomi Sarkkinen      | Blackthorn Bion             | LR      | el.         |            |
|      | 6     | Ton Buijs           | Starcreek Drummer           | LR      | el.         |            |